# Пиетро Градениго
Пиетро Градениго (на италиански: Pietro Gradenigo) е четиридесет и девети дож на Република Венеция от 1289 до 1311 г.
Срещу Градениго има два заговора като и двата са разкрити и предотвратени. Първият е през 1300 г., а вторият начело с Баджамонте Тиеполо през 1310 г.
Градениго умира внезапно на 13 август 1311 още ненавършил 60 години и е погребан в Мурано. По време на окупацията на Наполеон I неговата гробница е разбита и черепът на Градениго е разнасян на пръчка из града като посмешище.